# Tina Smith
Tina Flint Smith (4 de març de 1958) és una política estatunidenca que exerceix com a senadora júnior dels Estats Units per Minnesota des de 2018, ocupant l'escó deixat vacant per Al Franken. És membre del Partit Demòcrata de Grangers i Laborista de Minnesota, filial del Partit Demòcrata. Va exercir com a sotsgovernadora de Minnesota des de 2015 fins al seu nomenament al Senat.

## Biografia
Smith va néixer el 4 de març de 1958, a Albuquerque, Nou Mèxic, filla de Christine, una professora, i de F. Harlan Flint, advocat. Es va criar sobretot a Santa Fe, Nou Mèxic, i va estudiar a l'escola Manderfield i a la Acequia Madre Elementary. Va acabar el batxillerat en un institut del Nord de Califòrnia.
Abans d'entrar a la universitat, Smith va treballar en el Trans-Alaska Pipeline System, a Prudhoe Bay, Alaska. Es va graduar a la Universitat Stanford en un grau en ciències polítiques, i més tard va obtenir un màster en administració d'empreses a la Tuck School of Business, a la Universitat de Dartmouth.
Al 1984, Smith es va traslladar a Minnesota per treballar en el sector del màrqueting a l'empresa General Mills. Més tard, va crear la seva pròpia empresa de màrqueting, des d'on feia consultoria d'empreses i ONGs.
A principis dels 90, Smith es va involucrar en la política local, fent-se voluntària de les campanyes de la Democratic–Farmer–Labor Party de Minnesota a Minneapolis. Va participar en la campanya sense èxit de Ted Mondale en les eleccions per a governador de Minnesota de 1998. Després que el senador de Minnesota Paul Wellstone morís en un accident d'avió setmanes abans de les eleccions de 2002, Smith va treballar en la campanya de l'ex-vicepresident dels Estats Units Walter Mondale per ocupar el lloc de governador. Després que Mondale perdés per molt poc en favot de Norm Coleman, Smith va començar a treballar com a vicepresidenta d'afers exteriors a Planned Parenthood de Minnesota, Dakota del Nord, i Dakota del Sud.
Al 2006, Smith va deixar la seva feina a Planned Parenthood per treballar com a cap de personal per l'alcalde de Minneapolis R.T. Rybak. Al 2010 va ser seleccionada per treballar en la campanya de Rybak en les eleccions per a governador de Minnesota, que van acabar quan Margaret Anderson Kelliher va obtenir el suport del DFL. Smith llavors, es va unir a la campanya de Mark Dayton, que va obviar el suport de la convenció i va acabar guanyant les primàries del partit DFL. Després que Dayton derrotés el republicà Tom Emmer en les eleccions de 2010, Smith va ser nomenada copresidenta durant la transició. Quan Dayton va prendre possessió del càrrec el gener de 2011, va nomenar Smith cap de personal.